# Schutztruppe

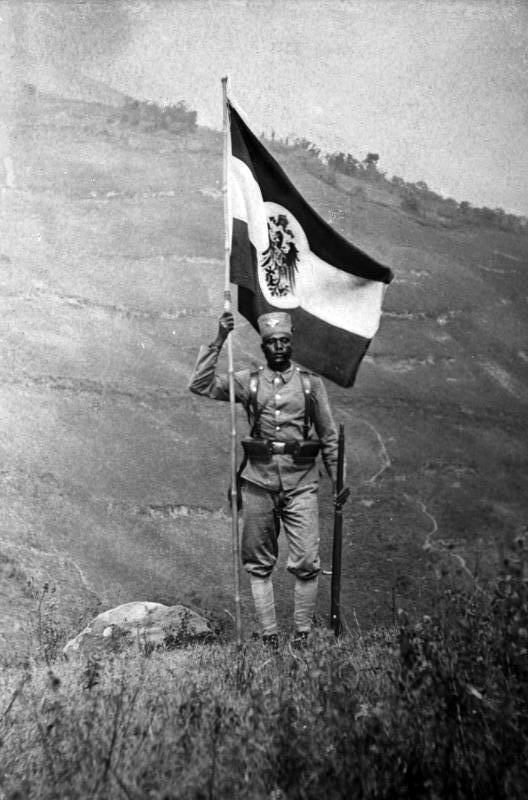
Porta-bandeira Schutztruppe Askari, África Oriental Alemã, 1906

Schutztruppe (alemão: [ˈʃʊtsˌtʁʊpə] (escutarⓘ), lit.: Força de Proteção) eram as tropas coloniais nos territórios africanos do império colonial alemão do final do século XIX até 1918. Semelhante a outros exércitos coloniais, a Schutztruppen consistia de voluntários europeus comissionados e não comissionados, oficiais médicos e veterinários. A maioria dos alistados foi recrutada em comunidades indígenas dentro das colônias alemãs ou em outras partes da África.
Os contingentes militares foram formados na África Oriental Alemã, onde se tornaram famosos como Askari, na colônia Kamerun da África Ocidental Alemã e na África Sudoeste Alemã. O controle das colônias alemãs da Nova Guiné, em Samoa e em Togolândia era realizado por pequenos destacamentos da polícia local. Kiauchau na China sob administração da Marinha Imperial foi uma exceção notável. Como parte da Estação do Leste Asiático, a marinha guarneceu Tsingtao com os fuzileiros navais de Seebattaillon III, a única unidade totalmente alemã com status permanente em um protetorado ultramarino.